# Rettungsgriff

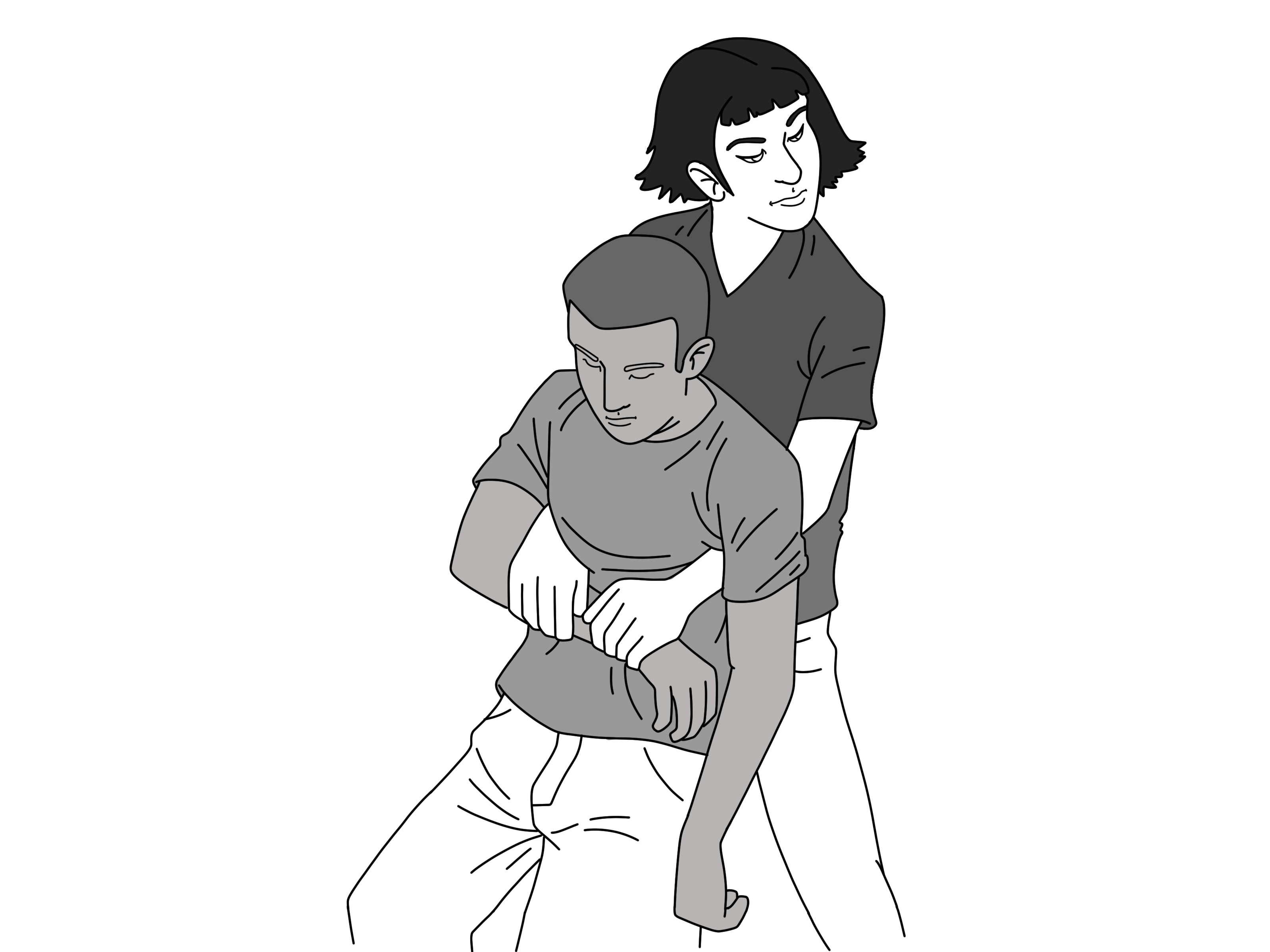
Rautek-Rettungsgriff

Der Rettungsgriff, auch Rautek-Rettungsgriff, Rautekgriff oder Rautek-Handgriff nach seinem Erfinder Franz Rautek, ist eine Maßnahme für die Bergung und Rettung von Menschen aus einem Gefahrenbereich. Die Schwerpunktlage begünstigt das Bewegen von Personen, die deutlich schwerer sind als der Helfer.
Beim Rettungsgriff steht der Helfer hinter dem sitzenden Verunglückten, greift beidseitig unter dessen Achseln hindurch und umfasst mit den beiden Händen den quer vor die Brust gelegten Unterarm des Verletzten. Dabei wird der Unterarm nicht zangenartig umgriffen, sondern der Daumen greift im Affengriff auf derselben Seite wie die anderen vier Finger. Der Patient kann dann angehoben und rückwärtsgehend, auf einem Oberschenkel des Helfers gesichert, aus dem Gefahrenbereich gezogen werden. Da die Anwendung nur aus sitzender Position möglich ist, müssen liegende Verunglückte zunächst aufgerichtet werden. Durch den Rettungsgriff können dem Patienten, insbesondere Menschen mit Osteoporose, Verletzungen wie beispielsweise Frakturen im Arm-, Schulter- und Brustbereich zugefügt werden. Daher ist der Rettungsgriff nur anzuwenden, wenn sich die Person in einer für sie lebensgefährlichen Situation befindet und andere sicherere Transportformen nicht möglich sind.